# Inundaciones del Jiloca de 1901
Las inundaciones del Jiloca de 19 de agosto de 1901 fueron un desastre natural ocurrido en Aragón tras una tormenta torrencial. De grave impacto regional, fue una de varias tragedias que influyeron significativamente en el desarrollo de políticas hidrográficas en España.

## Descripción
El 19 de agosto de 1901 tuvo lugar una lluvia torrencial durante tres horas en los montes de Daroca, en aquel entonces fuertemente deforestados. Así, estudios de la situación forestal en la antigua comunidad de Daroca apuntan que para finales del siglo XIX, la presión demográfica y la desamortización de los montes públicos habían llevado a una sobreexplotación del monte bajo para obtener leña y plantar viñedos. La reciente creación de un Servicio Hidrológico Forestal apenas unos meses antes de la tormenta no había tenido tiempo para invertir la situación. Las ramblas del entorno habían acumulado así un largo historial de inundaciones en los siglos precedentes.
Con escasa vegetación para moderar la escorrentía resultante de las precipitaciones, diversos barrancos y ramblas vieron tras dicha tormenta un incremento drástico de caudal, que llegó a subir seis metros en un tramo de un kilómetro. En la zona más cercana a las poblaciones, el agua llegó a subir 2,6 m. En el río Jiloca, donde desaguan todas esas subcuencas, se llegaron a registrar y a arrastrar caudales de 600 m³/s, con inundaciones en un área de 16 km².

## Consecuencias
Una pronta actuación de la población local mitigó las víctimas mortales, con los primeros recuentos oficiales solo mencionando la muerte de una niña de San Martín del Río (si bien admitían la presencia de múltiples heridos). El impacto habitacional fue mucho mayor, con ochenta casas derribadas entre San Martín, Villanueva de Jiloca y Murero, lo que dejaba  otras tantas familias sin hogar. Singularmente Villanueva quedó incomunicada por el derrumbe del puente de la localidad. El recién inaugurado ferrocarril Central de Aragón quedó igualmente cortado entre Villafeliche y Báguena. En la respuesta inmediata destacó la actuación del destacamento del regimiento de pontoneros con sede en Zaragoza, al mando del oficial Antonio Mayandía, que participó en el desescombro de las localidades y en las medidas de urgencia para evitar la propagación de enfermedades.
A medio plazo, las inundaciones supusieron graves daños agrícolas en la comarca del Jiloca valorados en más de catorce millones de reales. Eso fue acompañado también de la muerte de multitud de ganado. Las localidades más afectadas quedaron en una situación precaria. En Villanueva, particularmente, el párroco don Agustín encabezó una fuerte campaña para pedir auxilio a la beneficencia que encontró eco gracias al dramaturgo Eusebio Blasco. Desde entonces diversas calles de la localidad llevan el nombre de benefactores del pueblo.
La tragedia, que sucedía a otra en el río Segura en año previo y fue acompañada de otra en el río Llobregat ese mismo año, fue una llamada de atención a la necesidad de sistemas de alerta y prevención para la protección civil, especialmente en cursos de agua torrenciales como los habituales de la vertiente mediterránea de España.
La estrategia de remediación a largo plazo de la situación de riesgo en la zona fue fuente de debates entre los proponentes de una política de obras hidráulicas y los defensores de una restauración hidráulica-forestal, algo que ha sido visto en la historiografía como un enfrentamiento corporativo entre ingenieros de caminos y de montes. El fracaso de las inversiones en defensa fluvial en Daroca mientras se desatendía la política forestal fue particularmente señalado por los defensores de la segunda. No fue hasta la década de 1910 cuando se emprendieron medidas sistemáticas de repoblación forestal en los montes de Daroca lideradas por Nicolás Ricardo García Cañada.